# Мельник Юрій Федорович
Мельник Юрій Федорович (нар. 5 серпня 1962, с. Верхнячка Черкаська область) — аграрний віце-прем'єр (2005–2006), міністр аграрної політики України (2006–2010). Герой України (Орден Держави, 2009). За фахом — зооінженер, доктор сільськогосподарських наук, академік Української академії аграрних наук з 2009 року.

## Біографія
Народився 5 серпня 1962 р. в селищі Верхнячка Черкаської області.
1980–1985 студент Української сільськогосподарської академії.
Трудову діяльність розпочав завідувачем молочного комплексу дослідного господарства Білоцерківського сільськогосподарського інституту.
1989–1996 аспірант Українського НДІ з племінної справи в тваринництві Держагропрому УРСР, науковий співробітник, заступник Голови виробничо-наукової асоціації «Україна».
1996–1997 генеральний директор Національного об'єднання з племінної справи в тваринництві Міністерства сільського господарства і продовольства.
1997–1998 начальник Головного управління виробництва і маркетингу продукції тваринництва в Мінагропромі.
1998–2000 заступник Міністра агропромислового комплексу.
2000–2002 керівник Департаменту ринків продукції тваринництва з головною державною племінспекцією.
2002–2005 заступник Державного секретаря Міністерства аграрної політики України, заступника Міністра аграрної політики.
У липні 2005 призначений радником Прем'єр-міністра України Юлії Тимошенко.
Член Української народної партії.
5 жовтня 2005 указом Президента України призначений на посаду Віце-прем'єр-міністра України з питань АПК в уряді Єханурова.
4 серпня 2006 призначений Верховною Радою України на посаду Міністра аграрної політики (за квотою КПУ) в уряді Януковича.
18 грудня 2007 постановою Верховної Ради України призначений на посаду Міністра аграрної політики в уряді Тимошенко. Звільнений з посади 11 березня 2010 року.
З червня 2010 перший заступник голови правління «Миронівський хлібопродукт».
Одружений, має двох доньок. Тесть — Зубець Михайло Васильович, Герой України, президент НААНУ, народний депутат України.

## Нагороди
- Герой України з врученням Ордена Держави (23 листопада 2009) — за визначні особисті заслуги у реалізації державної аграрної політики, організації забезпечення продовольчої безпеки Української держави[6]
- Орден «За заслуги» III ступеня (10 листопада 2008) — за вагомий особистий внесок у розвиток агропромислового комплексу України, досягнення високих показників у виробництві сільськогосподарської продукції, багаторічну сумлінну працю та з нагоди Дня працівників сільського господарства[7]
- Заслужений працівник сільського господарства України (20 серпня 2007) — за значний особистий внесок у соціально-економічний, культурний розвиток Української держави, вагомі трудові досягнення та з нагоди 16-ї річниці незалежності України[8]
- Державна премія України в галузі науки і техніки (9 грудня 2004) — за розробку і впровадження у виробництво новітніх біотехнологій відтворення, розмноження та поліпшення сільськогосподарських тварин[9]
- Почесна грамота Кабінету Міністрів України (14 листопада 2001) — за високі досягнення у праці, високий професіоналізм та з нагоди Дня працівників сільського господарства[10]
- Командор Ордена Сільськогосподарських заслуг, Франція — (2008)[11].